# Morawa
Morawa is een plaats in de regio Mid West in West-Australië.

## Geschiedenis
In 1846 verkende Augustus Charles Gregory de streek, in 1869 John Forrest en in 1876 Ernest Giles. Op het einde van de 19e eeuw vestigden zich veetelers, sandelhoutsnijders en mijnbouwers in de streek. Ze maakten gebruik van Aboriginesgidsen en hun waterbronnen. In 1870 werd goud gevonden nabij Peterwangey en rondom Wooltana werd koper gedolven. In het begin van de 20e eeuw vestigden de eerste landbouwers zich in de streek.
In 1913 besliste het departement ruimtelijke ordening dat er een dorp zou komen aan een nevenspoor van de nog aan te leggen spoorweg tussen Wongan Hills en Mullewa. Het dorp werd reeds in september 1913 officieel gesticht. De spoorweg opende pas in 1915. Morawa is een aboriginesnaam die voor het eerst in 1910 voor een nabijgelegen waterbron werd vermeld. De naam is mogelijks afgeleid van 'Morowa' of 'Morowar', de plaatselijke naam voor de langoorbuideldassen. Een andere mogelijkheid is dat het "de plaats waar mannen worden gemaakt" betekent.
Het 'Morawa Hotel' werd in 1926 gebouwd. In 1930 werden een postkantoor en districtskantoren gebouwd.
In 1932 kondigde de 'Wheatpool of Western Australia' aan dat het twee graanzuigers aan het nevenspoor in Morawa zou plaatsen.
In 1937 werd in Morawa een politiekantoor gevestigd en twee jaar later werd een gemeenschapszaal naast de districtskantoren gebouwd.
Van 1966 tot 1974 werd in de nabijgelegen 'Koolanooka Hills' iets meer dan 5 miljoen ton ijzererts gedolven. Het was het eerste ijzererts dat naar Japan werd uitgevoerd na het intrekken van uitvoerverbod dat bij aanvang van de Tweede Wereldoorlog was ingegaan.
In 1967 werd een nieuw politiekantoor in gebruik genomen. De in 1973 opgerichte 'Morawa District Historical Society' nam haar intrek in het oude politiekantoor en vestigde er een museum in.
De mijnactiviteiten in 'Koolanooka Hills' werden in 2010 terug opgestart.

## Beschrijving
Morawa is het administratieve en dienstencentrum van het lokale bestuursgebied (LGA) Shire of Morawa, een landbouwdistrict. Het is een verzamel- en ophaalpunt voor de oogst van de in de streek bij de Co-operative Bulk Handling Group aangesloten graanproducenten.
In 2021 telde Morawa 459 inwoners, tegenover 697 in 2006.
Morawa heeft een gemeenschapszaal, een zwembad, een bibliotheek, een jeugdcentrum, een landbouwschool, een districtsschool, een medisch centrum en verscheidene sportfaciliteiten.

## Toerisme
Het 'Morawa Visitors Information Centre' biedt informatie over onder meer onderstaande bezienswaardigheden:
- het 'Old Police Station Museum', een streekmuseum,
- de 'War Rock & Gnamma Hole', een rots waar de Aborigines water opsloegen en waar ooit een oorlog tussen twee Aboriginesgroepen zou hebben plaats gevonden,
- het 'Karara Rangeland Park', een natuurreservaat met ruïnes van boerderijen, delen van de rabbit-proof fence en wilde bloemen in het seizoen,
- de 'Monsignour Hawes Church', een oude kerk uit 1932 van de hand van priester/architect John Hawes,
- de 'Koolanooka Mine', de dagbouwijzerertsmijn,
- en 'Bilya Rock', een natuurreservaat rondom een granieten ontsluiting.

## Transport
Morawa ligt 350 kilometer ten noorden van de West-Australische hoofdstad Perth, 163 kilometer ten oostzuidoosten van Geraldton en 97 kilometer ten zuiden van Mullewa.
De spoorweg in Morawa maakt deel uit van het goederenspoorwegnetwerk van Arc Infrastructure.
Net ten noordoosten van het dorp ligt een startbaan: Morawa Airport (IATA: MWB, ICAO: YMRW).

## Klimaat
Morawa kent een warm steppeklimaat, BSh volgens de klimaatclassificatie van Köppen. De gemiddelde jaarlijkse temperatuur bedraagt er 19,9 °C en de gemiddelde jaarlijkse neerslag 328 mm.

## Galerij

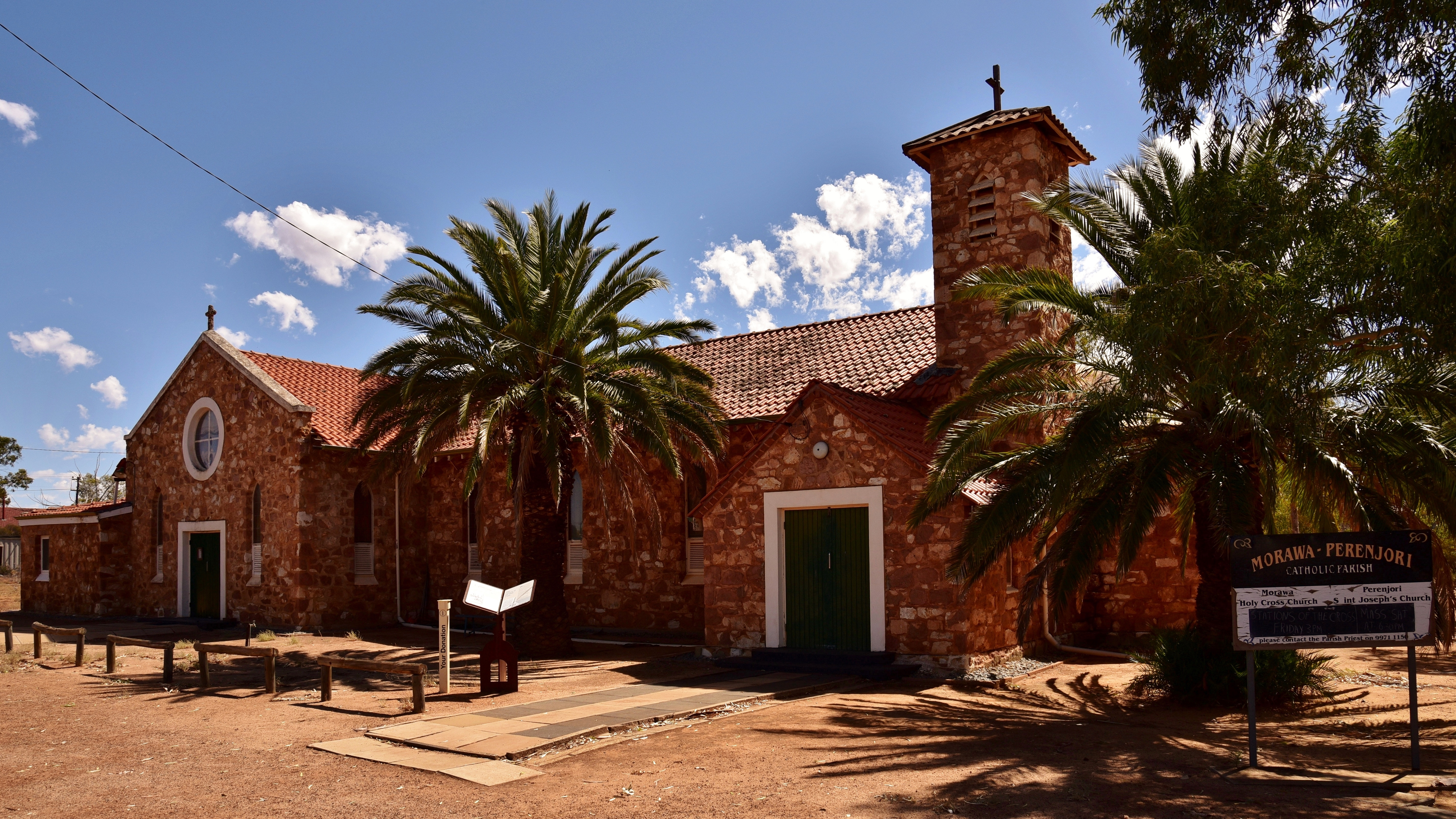
Hawes' Holy Cross Church
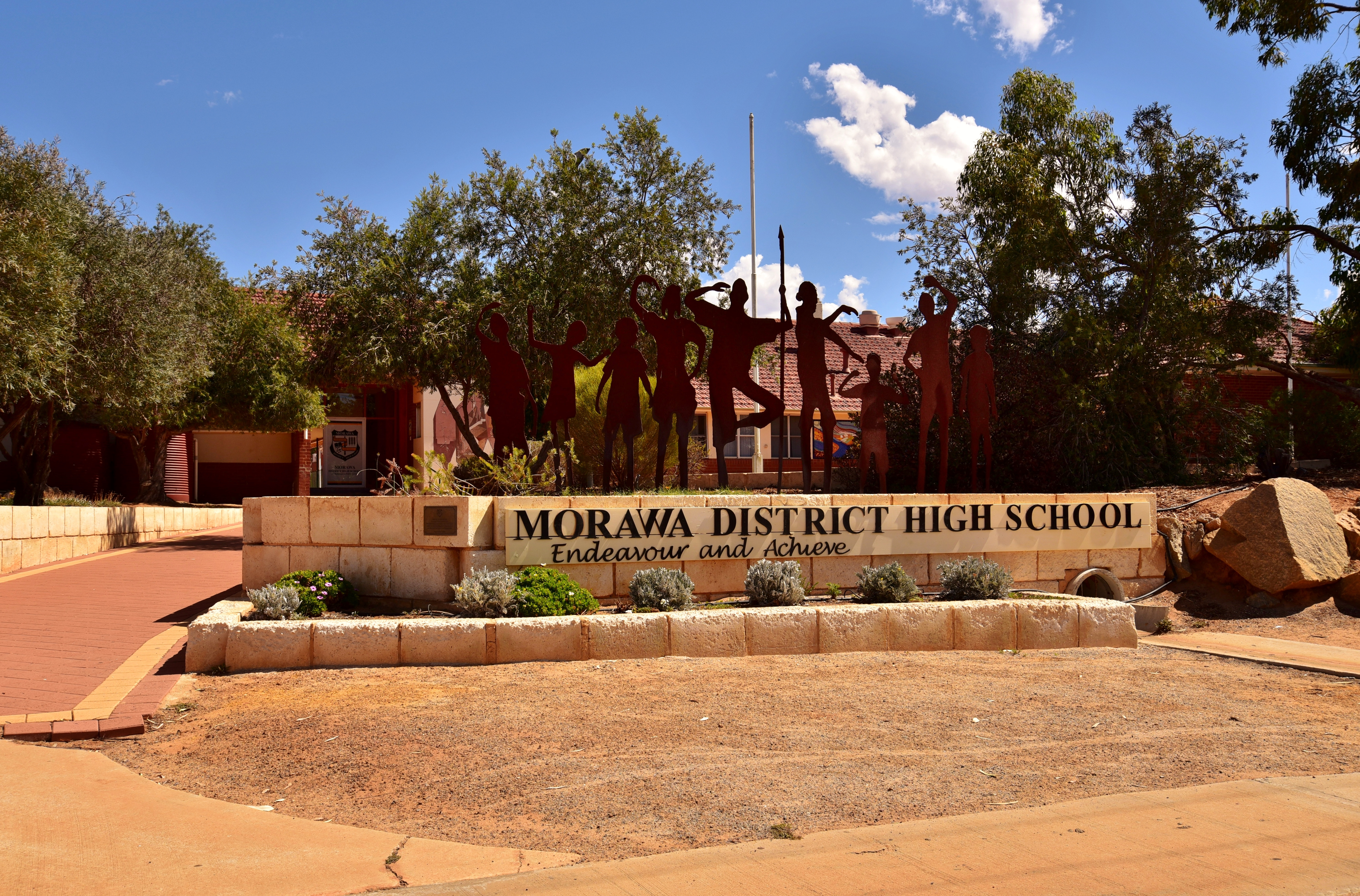
districtsschool
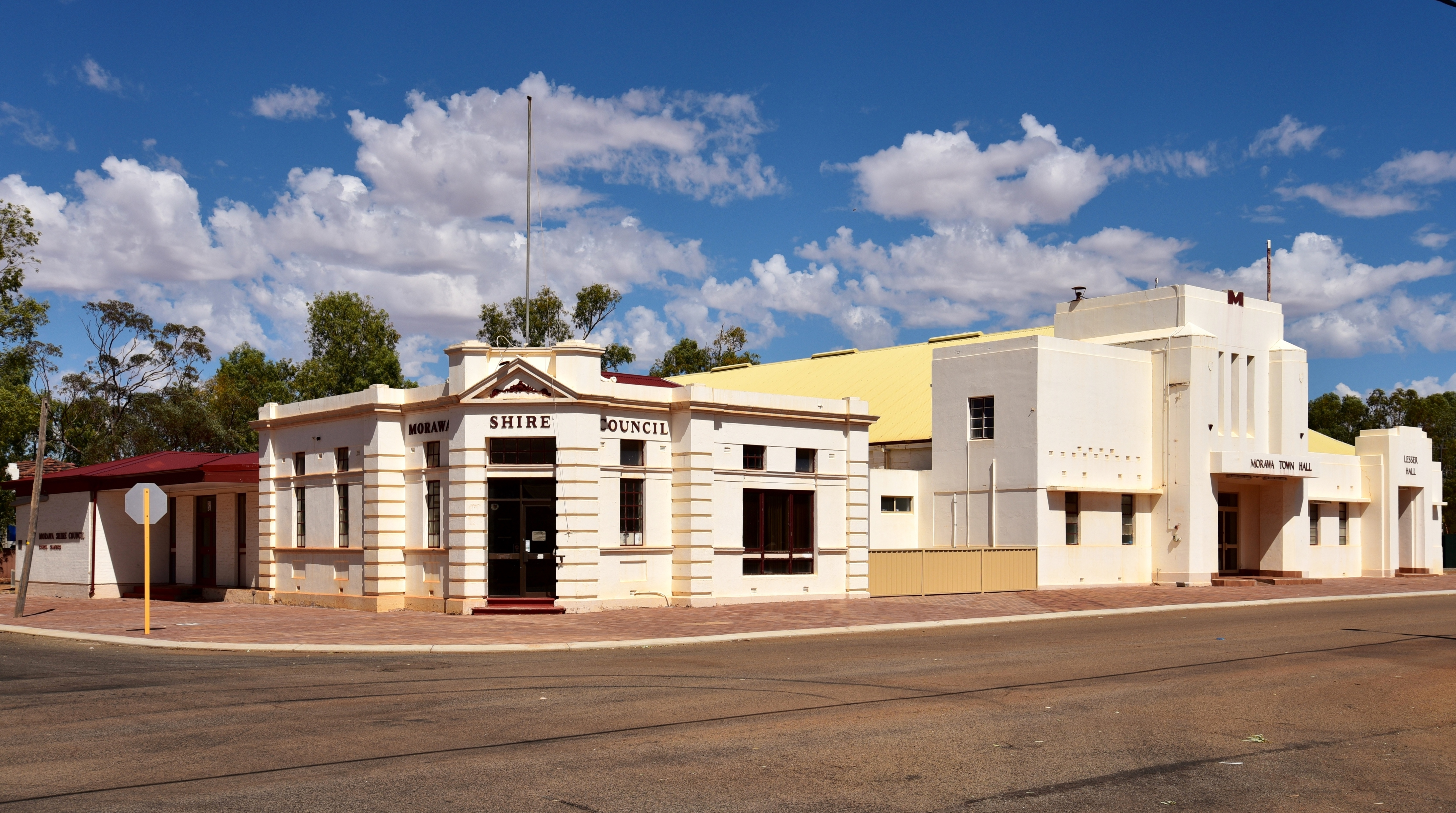
gemeenschapszaal en districtskantoren
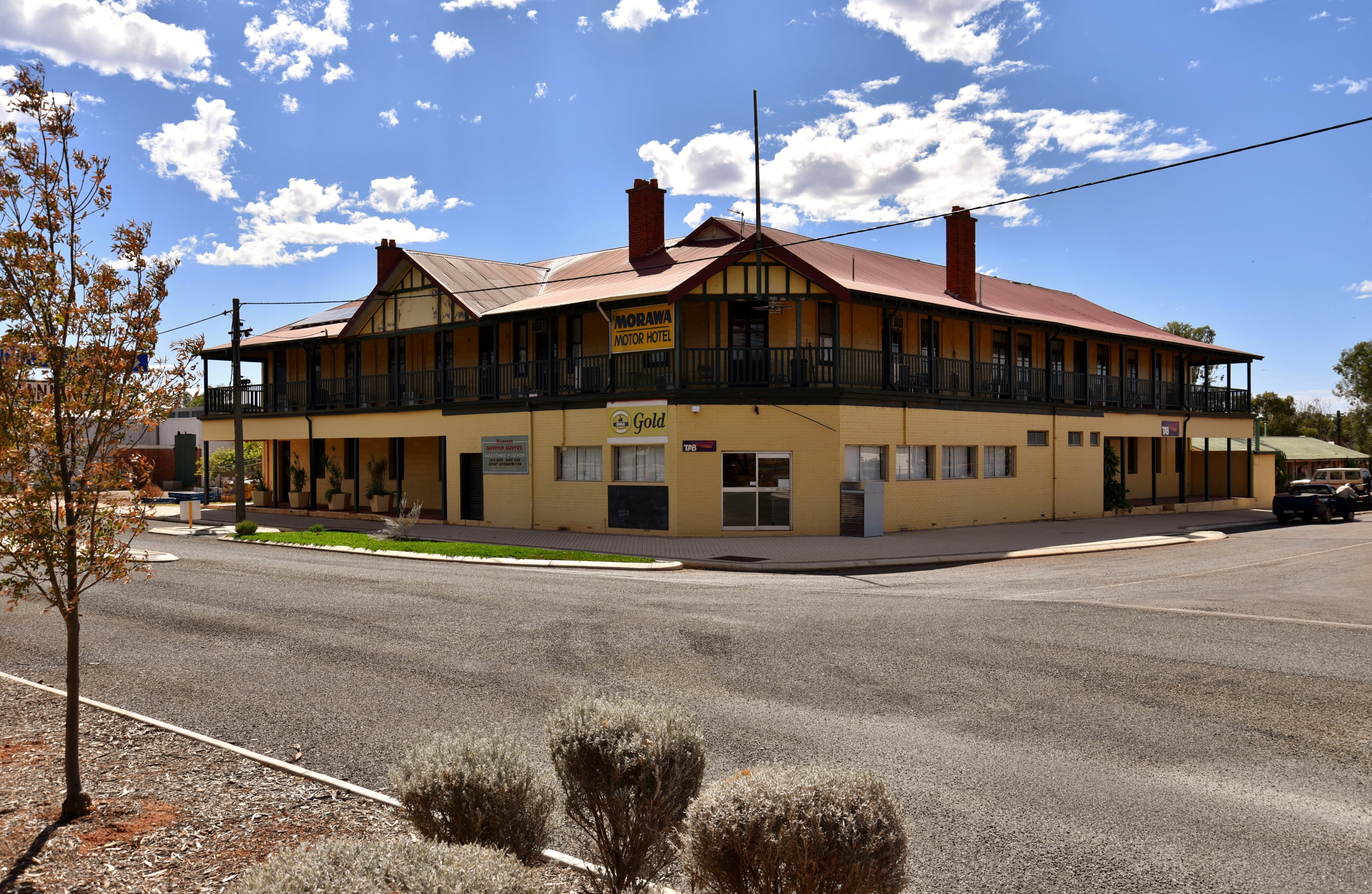
Morawa Motor Hotel
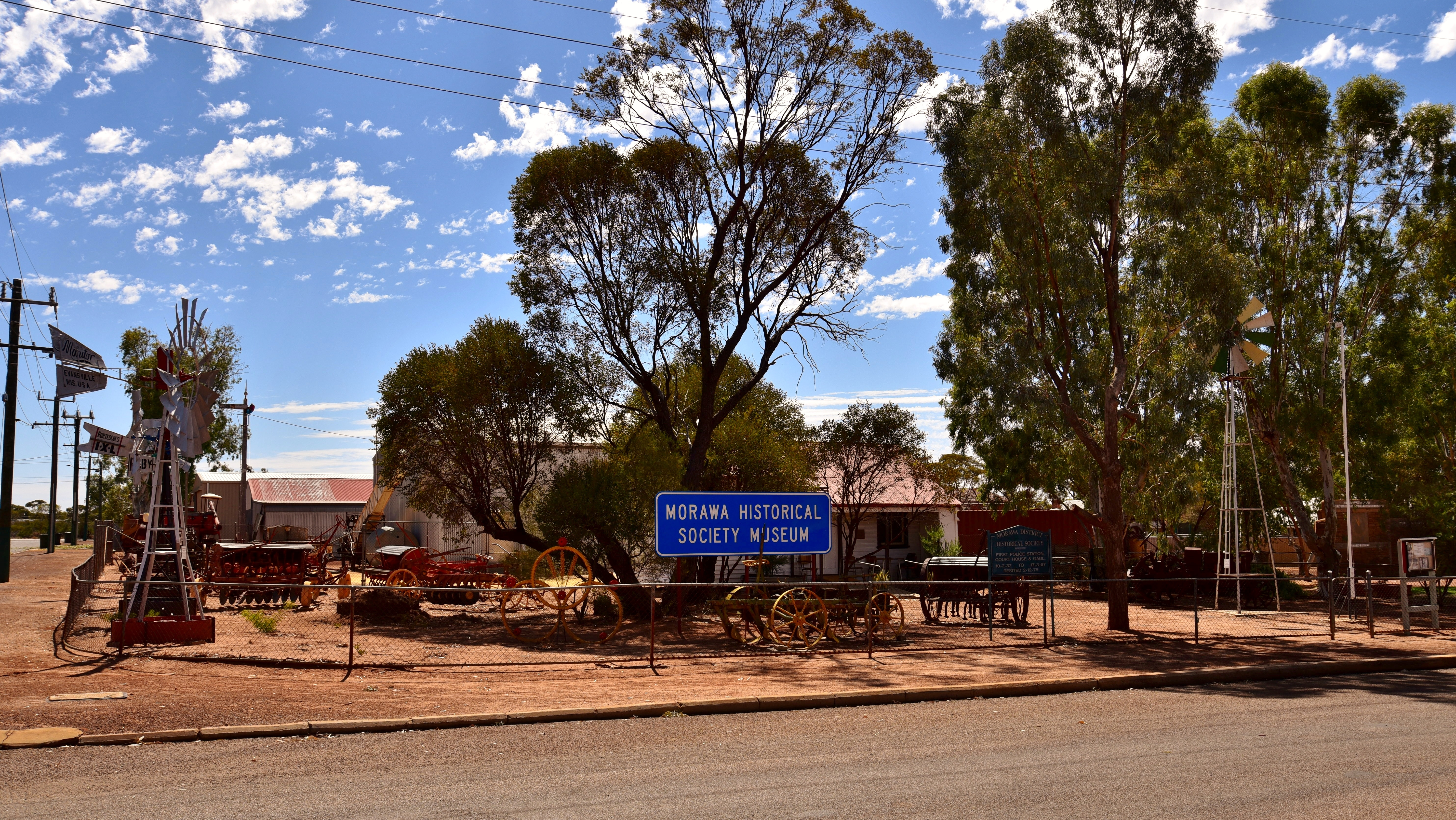
streekmuseum
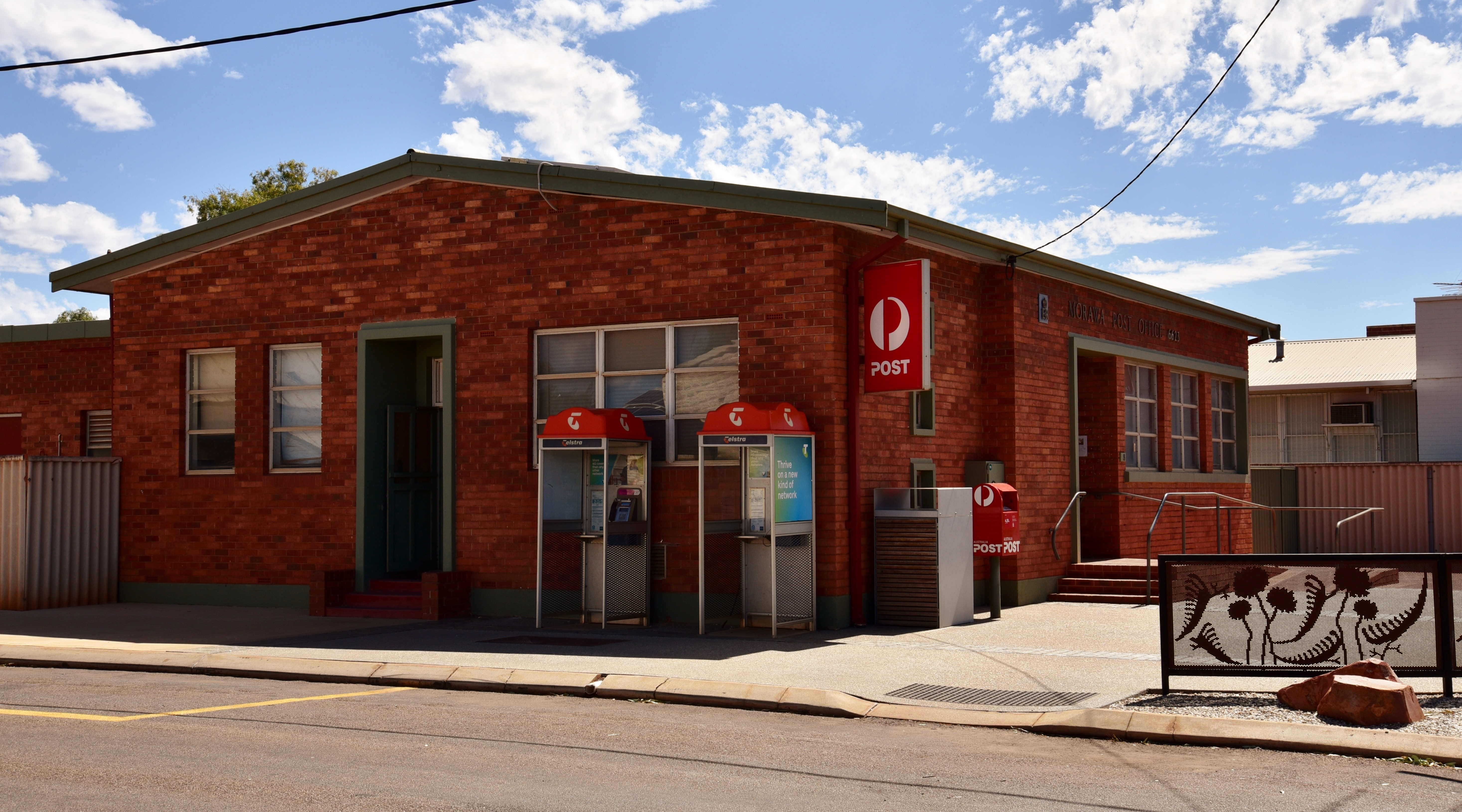
postkantoor
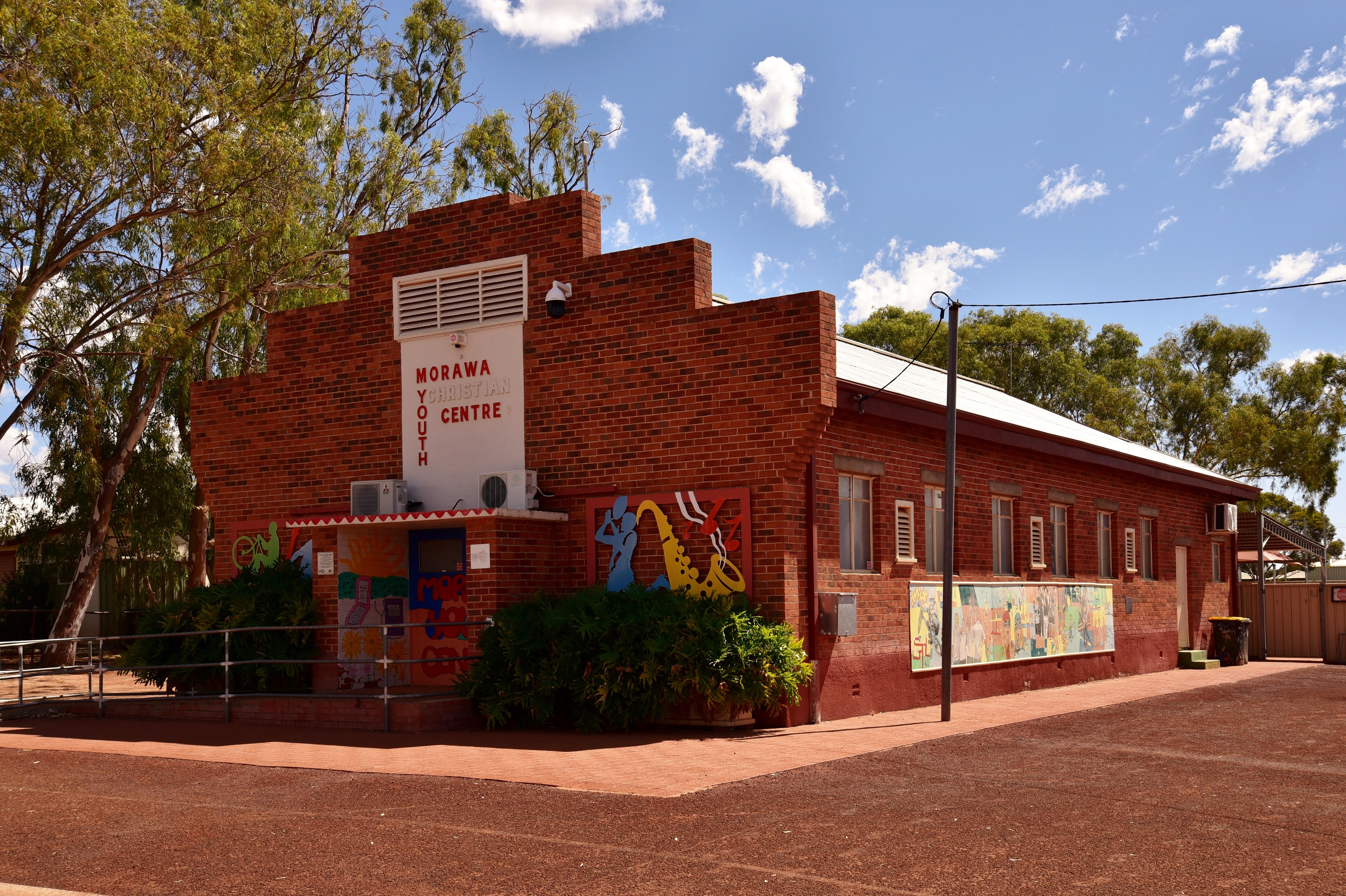
jeugdcentrum
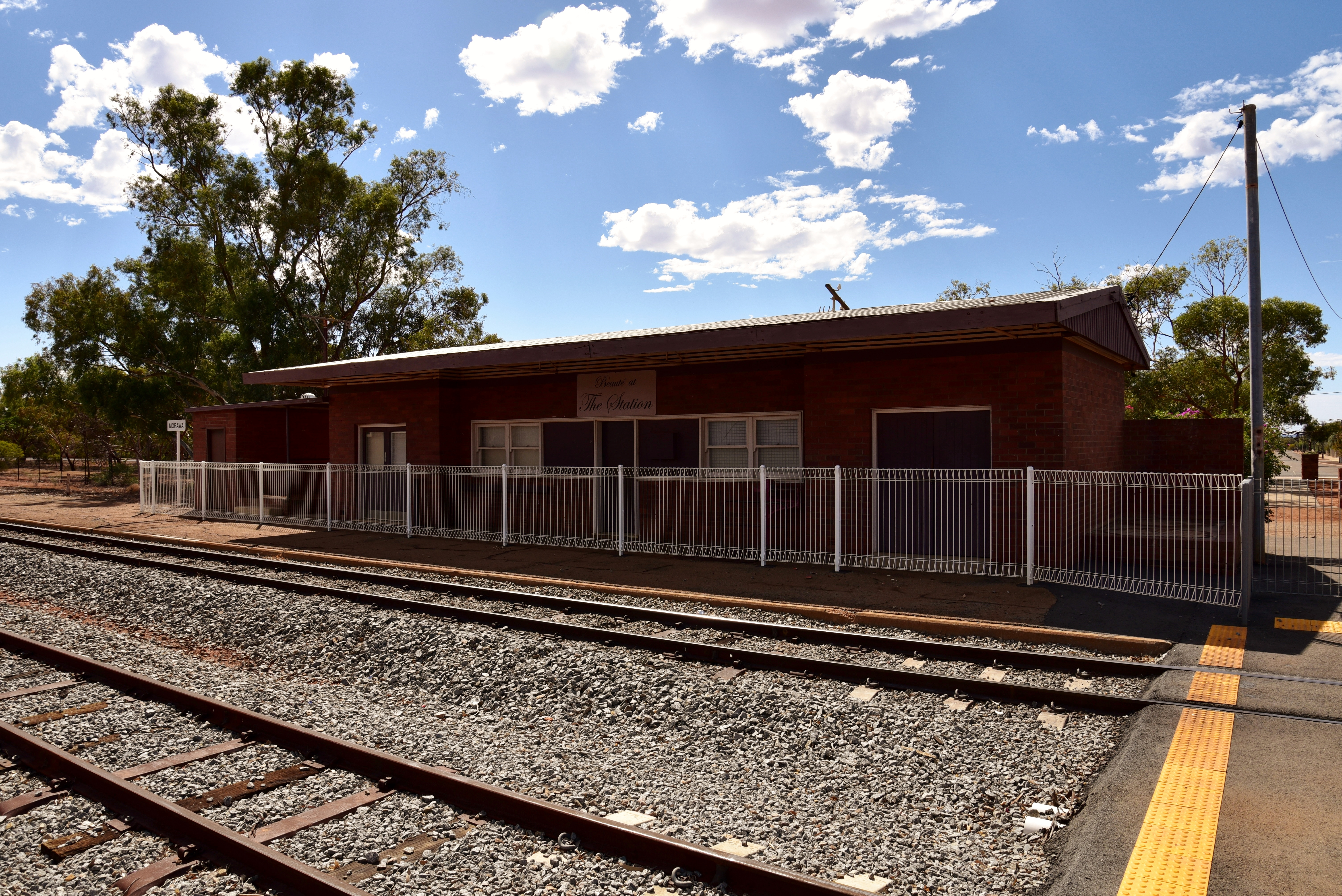
voormalig spoorwegstation

Abbotts · Ajana · Alma · Arrino · Arrowsmith · Austin · Big Bell · Binnu · Boogardie · Bowgada · Bunjil · Canna · Cape Burney · Carnamah · Caron · Coorow · Cuddingwarra · Cue · Day Dawn · Dongara · Drummond Cove · East Bowes · Eneabba · Eradu · Gabanintha · Geraldton · Green Head · Greenough · Gunyidi · Gutha · Horseshoe · Horrocks · Howatharra · Isseka · Kalbarri · Karalundi · Kojarena · Koolanooka · Kumarina · Latham · Leeman · Lennonville · Lynton · Mainland · Marchagee · Maya · Meekatharra · Merkanooka · Mingenew · Minnenooka · Moonyoonooka · Morawa · Mount Erin · Mount Magnet · Mullewa · Nabawa · Nangetty · Nannine · Nanson · Naraling · Narngulu · Narra Tarra · Northampton · Oakajee · Ogilvie · Paynes Find · Peak Hill · Paynesville · Perenjori · Pindar · Pintharuka · Porlell · Port Denison · Port Gregory · Protheroe · Reedy · Rothsay · Sandstone · Tardun · Tenindewa · Three Springs · Tuckanarra · Waggrakine · Walkaway · Warriedar · Whelarra · Wicherina · Wiluna · Winchester · Yalgoo · Yandanooka · Youanmi · Yoweragabbie · Yuna